# La bonne Cuisine de Madame E. Saint-Ange
La bonne cuisine de Madame E. Saint-Ange (französisch Die gute Küche von Madame E. Saint-Ange) ist ein klassisches französisches Kochbuch, das erstmals 1927 im Verlag Larousse erschienen ist. Eine Übersetzung ins Englische wurde 2005 veröffentlicht.
Die grundlegende Zusammenstellung von über 1300 Rezepten gab vielfältige Anstöße für vergleichbare Rezeptsammlungen der bürgerlichen französischen Kochkunst. Trotz seines Alters gilt das Buch nach wie vor als inspirierender Klassiker.

## Hintergrund
Über die Autorin gibt es nur sehr wenige Informationen. Ihr Vorname wird als Camille, Evelyn oder Marie angegeben, ihre Lebensdaten sind unbekannt. Am zuverlässigsten erscheint eine Angabe, die sich auf ihre Urenkelinnen beruft; demnach war ihr bürgerlicher Name Marie LeCoq Ebrard, und sie wählte den Namen ihres Ehemanns, Saint-Ange Ebrard, in umgestellter und abgekürzter Form als Pseudonym. Sie hatte zuvor über 20 Jahre lang (1893–1914) für die von ihrem Ehemann herausgegebene, 14-täglich erscheinende Zeitschrift Le Pot-au-Feu. Journal de cuisine pratique et d’économie domestique Artikel über das Kochen geschrieben, deren Ertrag in ihr monumentales Werk einging.
Das Buch wurde jahrzehntelang in kaum veränderter Form wieder aufgelegt. Es erschien im Lauf der Zeit unter verschiedenen Titeln: 1927 und 1952 als Le livre de cuisine de Mme E. Saint-Ange. Recettes et méthodes de la bonne cuisine française, 1929 als La bonne cuisine de Mme E. Saint-Ange. Huit cents recettes et cinq cents menus, 1958, 1977 und 1982 als La cuisine de Madame Saint-Ange. Recettes et méthodes de la bonne cuisine française, die Reprints von 1995 und 2005 wieder als La bonne cuisine de Madame E. Saint-Ange. Seit die französische Originalausgabe nicht mehr lieferbar ist, ist das Buch eine gesuchte antiquarische Rarität.
Stilbildend für französische Kochbücher und deren Nachahmer wurde eine längere Einführung in die Cuissons, die Kochtechniken, bevor die einzelnen Rezepte beschrieben werden. Das Buch ist eher ein gründliches Lehrbuch als eine praktische, schnell zu konsultierende Rezeptsammlung. Die teilweise recht zeitaufwendigen Gerichte werden oft anhand eines detailliert erläuterten Grundrezepts, etwa für Schmorbraten, erklärt und dann anschließend Verfeinerungen vorgeschlagen. Dabei ist die Darstellung einzelner Arbeitsgänge zur Zubereitung eines Gerichts gelegentlich über den gesamten Buchinhalt verteilt. Das Buch ist auch als historische Darstellung der seinerzeit üblichen Küchenausstattung von Interesse. Es geht beispielsweise davon aus, dass auf einem Kohleherd gekocht und Zucker in Form eines Zuckerhuts gekauft wird.
Ein Kommentar in der französischen Libération von 2010 nennt das Buch „die Bibel der bürgerlichen Küche“ und schwärmt von der fünf Seiten langen Anleitung zum richtigen Schlagen von Eischnee von Hand. Das Kochbuch enthält nicht nur komplexe Rezepte; es erläutert unter anderem die detaillierte Herstellung von Rührei und diskutiert die Vor- und Nachteile etwa der Verwendung von Schneebesen oder Rührlöffeln bei der Zubereitung. Es geht auch auf historische Aspekte der Kochkunst ein.
Saint-Ange beschreibt eine eher nordfranzösische, durchaus traditionelle gehaltvolle Küche mit reichlicher Verwendung von Speck, Sahne und Butter. Als Autorin eines klassischen Kochbuchs, die ihre Darstellung der Kochkunst mit intellektueller Brillanz und historischen Aspekten verband, war Saint-Ange auch ein weibliches Rollenvorbild. Julia Child wunderte sich noch Jahrzehnte später über die männerdominierte und teilweise bis zur Lächerlichkeit geheimnistuerische französische Kochszene.

## Übersetzung
In den USA wurden insbesondere Madeleine Kamman, Julia Child und Paul Aratow von dem Buch beeinflusst. Eine englische Übersetzung wurde aber erst 2005 von Aratow veröffentlicht. Julia Child hatte St. Ange schon in der unmittelbaren Nachkriegszeit kennengelernt. In ihren 1960–1971 veröffentlichten Rezeptbüchern, etwa Mastering the Art of French Cooking, berücksichtigte sie aber die deutlich bessere technische Ausstattung der amerikanischen Haushalte. Dennoch hielt sie Saint-Ange für das beste ihr bekannte französische Kochbuch.
Aratow ist als Mitgründer des bekannten kalifornischen Restaurants Chez Panisse und Kristallisationspunkt der California Cuisine bekannt geworden. Er benötigte zwei Jahre für die Übersetzung. Aratow zufolge könne Saint-Ange „schnippisch, witzig, geistreich, dominant, ironisch und penibel sein; es muss ein Hammer gewesen sein, mit ihr zu arbeiten.“
Bei der amerikanischen Ausgabe sorgten nicht nur die bereits angeführten Anachronismen für Irritationen. Die Fachhistorikerin Barbara Ketcham Wheaton hält die Übersetzung für allzu wörtlich und geht davon aus, dass nur derjenige mit Saint-Ange kochen könne, der schon kochen könne – die Anleitungen seien nichts für Anfänger. Nicht nur Fachausdrücke wurden wortwörtlich oder sogar falsch übertragen, auch die metrischen Maßangaben wurden in die aus europäischer Sicht abstrus komplizierten amerikanischen Maßeinheiten umgesetzt. Für Amerikaner eher schockierende Rezepte wie frittierter Kalbskopf seien ebenso nicht gestrichen worden, die Illustrationen teilweise unfreiwillig komisch und nicht weiter aktualisiert.

## Ausgaben
- Le livre de cuisine de Mme E. Saint-Ange. Recettes et méthodes de la bonne cuisine française. Librairie Larousse, Paris 1927 mit 103 Abbildungen (Erstausgabe)
  - Faksimileausgabe der Erstausgabe: E. Saint-Ange: La bonne cuisine de Madame Saint-Ange. Éditions Larousse, Paris 2005, ISBN 2-03-560459-1.
- La Cuisine de Madame Saint-Ange. Recettes et méthodes de la bonne cuisine française. Librairie Larousse, Paris 1982, ISBN 2-03-506107-5 (neueste französische Ausgabe)
- La Bonne Cuisine de Madame E. Saint-Ange. The Original Companion for French Home Cooking. Translated and with an Introduction by Paul Aratow. Ten Speed Press, Berkeley/Toronto 2005, ISBN 1-58008-605-5 (englische Übersetzung)